# Doc at the Radar Station
Doc at the Radar Station è l'undicesimo e penultimo album di Captain Beefheart & the Magic Band.  Venne pubblicato nel 1980 ricevendo un'accoglienza dalla critica molto positiva. La strana copertina è stata dipinta dallo stesso Don Van Vliet.

## Tracce
Testi e musiche di Don Van Vliet.
Lato A
1. Hot Head – 3:23
2. Ashtray Heart – 3:25
3. A Carrot Is as Close as a Rabbit Gets to a Diamond – 1:38
4. Run Paint Run Run – 3:40
5. Sue Egypt – 2:57
6. Brickbats – 2:40

Lato B
1. Dirty Blue Gene – 3:51
2. Best Batch Yet – 5:02
3. Telephone – 1:31
4. Flavor Bud Living – 1:00
5. Sheriff of Hong Kong – 6:34
6. Making Love to a Vampire with a Monkey on My Knee – 3:11

## Formazione
- Captain Beefheart - voce, gong, armonica a bocca, sassofono soprano, clarinetto basso
- Jeff Moris Tepper - chitarra
- Eric Drew Feldman - sintetizzatore, basso, mellotron, pianoforte, pianoforte elettrico
- Robert Arthur Williams - batteria
- Bruce Lambourne Fowler - trombone
- John French - chitarra, marimba, basso, batteria
- Gary Lucas - chitarra, corno